# Mehdi Ben Slimane
Mehdi Ben Slimane (arab. مهدي بن سليمان; ur. 1 stycznia 1974 w Le Kram) – tunezyjski piłkarz występujący na pozycji napastnika.

## Kariera klubowa
Ben Slimane piłkarską karierę rozpoczął w klubie AS Marsa. W 1994 roku zadebiutował w jego barwach w lidze tunezyjskiej. Występował w niej przez 2 lata będąc największą gwiazdą Marsy, a już w 1996 roku zgłosiła się po niego Olympique Marsylia i zawodnik wyjechał do Francji. Czas spędzony w Olympique nie był jednak udany dla Tunezyjczyka, który przez dłuższy czas leczył kontuzje i w 19 meczach Ligue 1 nie zdobył żadnego gola.
Po sezonie spędzonym we Francji, latem 1997 Ben Slimane trafił do Niemiec i został zawodnikiem SC Freiburg, w którym występował wraz z rodakami, Zoubeirem Bayą i Adelem Sellimim. W 2. Bundeslidze Mehdi zadebiutował 27 lipca w wygranym 2:0 meczu z Energie Cottbus, a już 4 sierpnia strzelił swojego pierwszego gola w spotkaniu z 1. FC Nürnberg (1:4). Z Freiburgiem awansował do pierwszej ligi. W niej przez dwa sezony strzelił tylko 5 goli i dwukrotnie ze swoim klubem zajmował 12. miejsce. W sezonie 2000/2001 Ben Slimane był wypożyczony do Borussii Mönchengladbach, gdzie rozegrał tylko 5 meczów, a zimą wyjechał do saudyjskiego Al-Nasr, z którym został wicemistrzem kraju. Sezon 2001/2002 zawodnik rozpoczął w innym klubie z Arabii Saudyjskiej, Al-Riyadh SC, a po pół roku wrócił do Tunezji. Przez półtora sezonu grał w Club Africain Tunis, z którym dwukrotnie zajął 3. miejsce w lidze, a latem 2003 zdecydował się zakończyć piłkarską karierę.
| Sezon   | Klub                     | Kraj             | Rozgrywki              | Mecze | Bramki |
| ------- | ------------------------ | ---------------- | ---------------------- | ----- | ------ |
| 1994/95 | AS Marsa                 | Tunezja          | Championnat de Tunisie | ?     | ?      |
| 1995/96 | AS Marsa                 | Tunezja          | Championnat de Tunisie | ?     | ?      |
| 1996/97 | Olympique Marsylia       | Francja          | Ligue 1                | 19    | 0      |
| 1997/98 | SC Freiburg              | Niemcy           | 2. Bundesliga          | 28    | 6      |
| 1998/99 | SC Freiburg              | Niemcy           | Bundesliga             | 22    | 1      |
| 1999/00 | SC Freiburg              | Niemcy           | Bundesliga             | 22    | 4      |
| 2000/01 | Borussia Mönchengladbach | Niemcy           | Bundesliga             | 5     | 0      |
| 2000/01 | An-Nassr                 | Arabia Saudyjska | 1. liga                | ?     | ?      |
| 2001/02 | Al-Riyadh                | Arabia Saudyjska | 1. liga                | ?     | ?      |
| 2001/02 | Club Africain Tunis      | Tunezja          | Championnat de Tunisie | ?     | ?      |
| 2002/03 | Club Africain Tunis      | Tunezja          | Championnat de Tunisie | ?     | ?      |

## Kariera reprezentacyjna
W reprezentacji Tunezji Ben Slimane zadebiutował w 1995 roku. W 1996 roku wystąpił na Igrzyskach Olimpijskich w Atlancie, na których Tunezja nie wyszła z grupy. W 1998 roku został powołany przez selekcjonera Henryka Kasperczaka do kadry na Mistrzostwa Świata we Francji. Tam był podstawowym zawodnikiem Tunezji i wystąpił we wszystkich trzech grupowych spotkaniach: przegranych 0:2 z Anglią, 0:1 z Kolumbią i zremisowanym 1:1 z Rumunią. Karierę reprezentacyjną zakończył w 2001 roku.